# Parade (revista)
Parade es una revista distribuida cada domingo como suplemento en cientos de periódicos en los Estados Unidos. Fue fundada en 1941 y pertenece a la compañía AMG/Parade, después de que esta adquiriera a su anterior propietario, Advance Publications. La revista se imprime en papel de periódico, aunque de mayor calidad que el habitual. Aun así su diseño y calidad queda lejos del que ofrecen la mayoría de revistas.
Parade cuenta con un artículo principal, ocasionalmente otro más pequeño y varias secciones permanentes. Hay también un número considerable de anuncios de productos generalmente dirigidos a un público de pensamiento conservador. Algunos de estos anuncios cuentan con cupones de descuento (conocidos como Parade Ansercards). 
Este suplemento sirvió como inspiración para la Revista del Domingo de El Mercurio, lanzada en diciembre de 1966, convertida luego en Revista Sábado desde la década de 1990 en adelante (el suplemento dominical, dedicado al turismo, desde 2009 está disponible solo a los suscriptores del periódico). Ambas encarnaciones han publicado artículos traducidos al español de Parade.[cita requerida]